# De aquí no sales
Singles de Rosalía
Bagdad
(2018) Con Altura
(2019)
De aquí no sales (stylisé : De aquí no sales – Cap 4: Disputa) est une chanson de la chanteuse espagnole Rosalía sortie le 22 janvier 2019 sous le label Sony Music et apparaissant sur l'album El mal querer. 

## Clip
Le clip musical est réalisé par Diana Kunst et Mau Morgó, et est sorti le 22 janvier 2019,. Il est filmé à Campo de Criptana, en Espagne,. En 2019, le clip remporte les UK Video Music Awards en tant que meilleur clip pop international.